# Шавењ (Ендр и Лоара)
Шавењ (фр. Chaveignes) је насељено место у Француској у региону Центар, у департману Ендр и Лоара.
По подацима из 2011. године у општини је живело 576 становника, а густина насељености је износила 26,99 становника/km².

## Демографија
| 1962. | 1968. | 1975. | 1982. | 1990. | 2011. |
| ----- | ----- | ----- | ----- | ----- | ----- |
| 641   | 624   | 554   | 617   | 654   | 576   |